# Корнєєв Петро Володимирович
Корнє́єв Петро́ Володи́мирович — прапорщик, Державна прикордонна служба України.
Станом на березень 2017-го — старшина комендантського відділення, Навчальний центр прикордонної служби ім. Ігоря Момота.

## Нагороди
21 серпня 2014 року — за особисту мужність і героїзм, виявлені у захисті державного суверенітету та територіальної цілісності України, вірність військовій присязі під час російсько-української війни, відзначений — нагороджений орденом «За мужність» III ступеня.